# Parascorpis typus

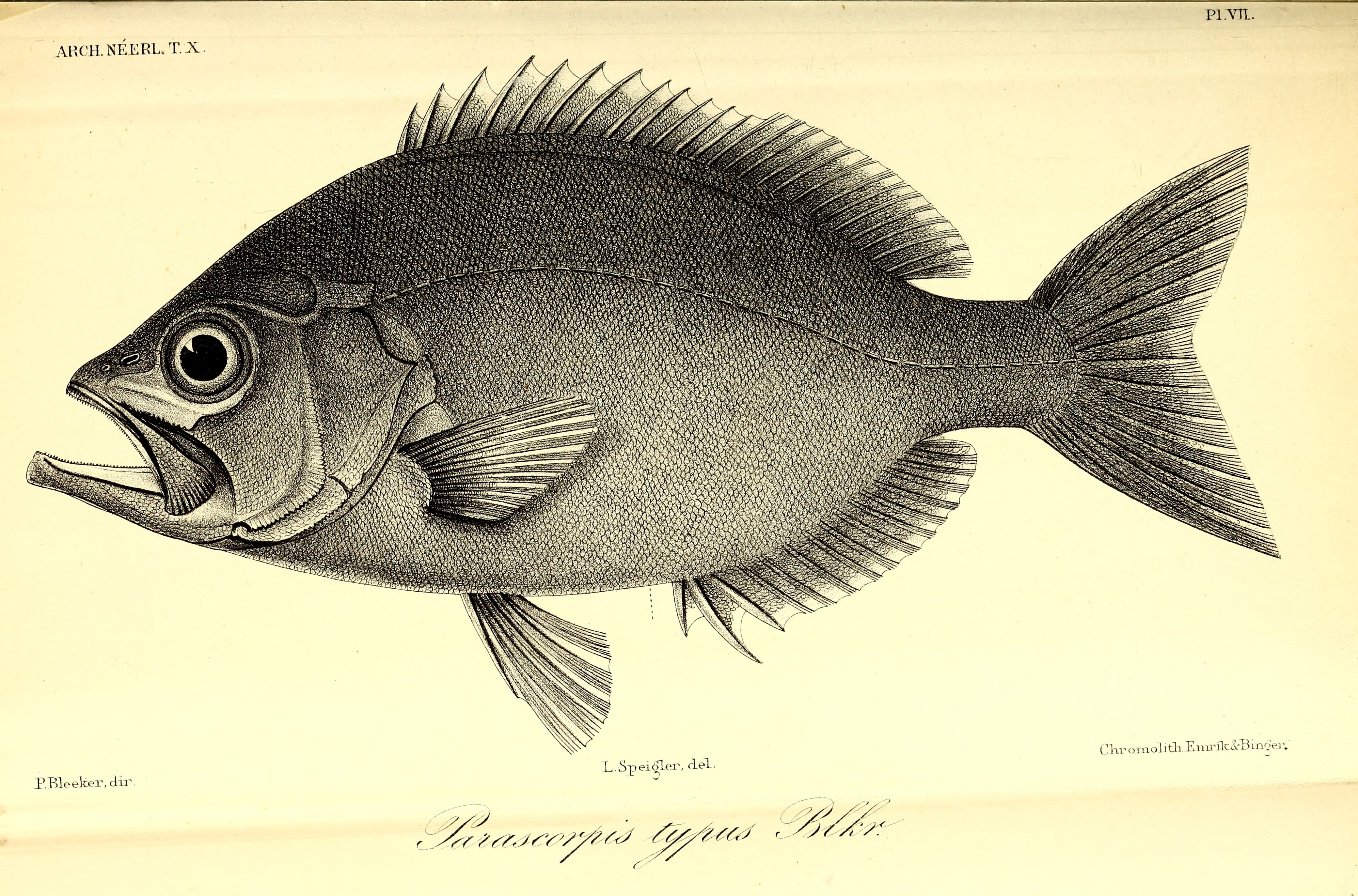
Zeichnung aus der Erstbeschreibung

Parascorpis typus ist ein seltener und wenig erforschter Meeresfisch, der an der Küste des südlichen Afrika von Maputo, der Hauptstadt Mosambiks, bis False Bay am Kap der Guten Hoffnung im südwestlichen Südafrika vorkommt.

## Merkmale
Parascorpis typus wird maximal 60 cm lang und maximal 2,3 kg schwer. Die Fische haben einen hochrückigen, ovalen Körper und einen spitzmäuligen Kopf. Der Körper ist höher als der Kopf lang ist. Die Standardlänge beträgt das 2 bis 2,2fache der Körperhöhe. Das Maul ist groß und hat einen vorstehenden Unterkiefer, ist aber nur schwach bezahnt. Die Kiemenreusenstrahlen sind lang und zahlreich. Der Raum zwischen den Augen ist konkav, die Schwanzflosse gegabelt. Die Bauchflossen stehen deutlich hinter den Brustflossen. Ausgewachsene Fische sind stumpf silbrig-grau bis braun gefärbt, Jungfische zeigen cremefarbene Längsstreifen an den Seiten. Maul und Kiemenraum sind innen weiß, die Zunge ist dunkel.
- Flossenformel: Dorsale XI–XII/15–17, Anale III/13–15.
- Schuppenformel: mLR 60–70 (Schuppen überlappen und viele sind verdeckt).

## Lebensweise
Parascorpis typus lebt küstennah in Tiefen von 20 bis 200 Metern in relativ kühlem Wasser. Er ernährt sich von Zooplankton, vor allem von Krill und Schwebegarnelen, daneben nimmt er auch andere Garnelen und kleine Fische zu sich.

## Systematik
Gattung und Art wurden 1875 durch den niederländischen Ichthyologen Pieter Bleeker erstmals wissenschaftlich beschrieben, die Familie Parascorpididae wurde 1949 durch den südafrikanischen Zoologen James Leonard Brierley Smith eingeführt. Sie wurde zeitweise als Unterfamilie den Steuerbarschen (Kyphosidae) zugeordnet. Heute wird die Familie Parascorpididae in die Ordnung der Sonnenbarschartigen (Centrarchiformes) gestellt.